# Johann Balthasar Burckhardt

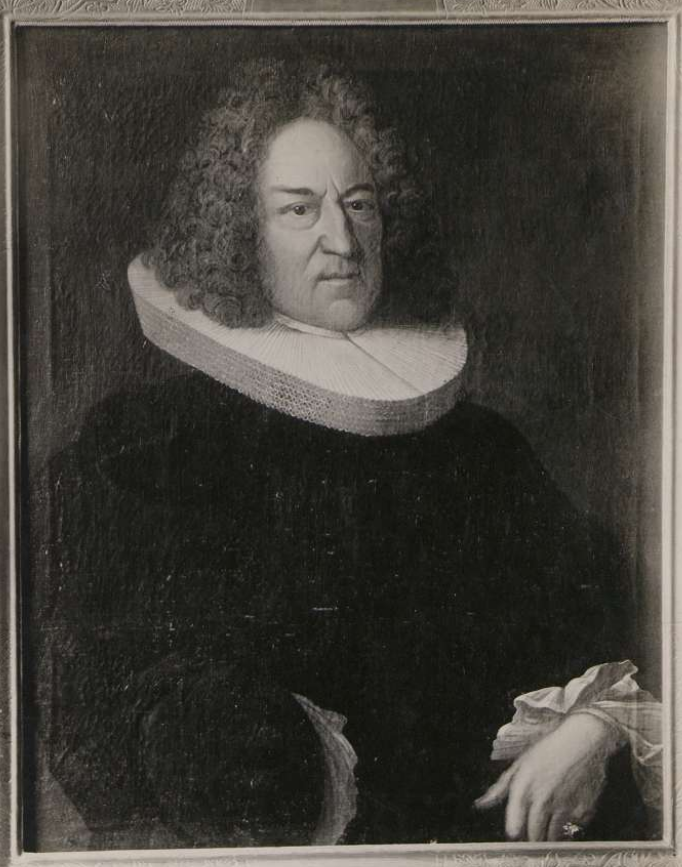
Johann Balthasar Burckhardt-Gottfried

Johann Balthasar Burckhardt (auch Burckhardt-Gottfried; * 3. April 1642 in Basel; † 4. Mai 1722 ebenda) war Bürgermeister von Basel.

## Leben
Johann Balthasar Burckhardt war der Sohn des Offiziers Hieronymus Burckhardt (1613–1646) und dessen Ehefrau Justina, geb. Ottendorf (1607–1681). Sein Bruder war Christoph Burckhardt (1640–1720), Pfarrer. Hans Balthasar Burckhardt (1587–1666), sein Großvater, wie auch sein Onkel Andreas Burckhardt (1604–1667), waren Bürgermeister von Basel.
Nach dem frühen Tod seines Vaters erhielt er durch seine Mutter und die väterlichen Verwandten seine weitere Erziehung, so dass er Philosophie und Rechtswissenschaften studierte; 1659 erhielt er seinen Bakkalaureus Artium. Nach dem Studium bildete er sich bei verschiedenen Gerichten und Verwaltungen praktisch weiter. Der spätere Bürgermeister Rudolf Burckhardt (1620–1683), mit dem er nicht verwandt war, nahm ihn in seinem Haus auf und baute ihn von 1665 bis 1675 in seiner Kanzlei zum Nachfolger auf; diesen begleitete Johann Balthasar Burckhardt auf seinen Reisen zu den Tagsatzungen. 1669 unternahm er eine längere Reise nach Holland und lernte dort die republikanischen Einrichtungen kennen, in der weiteren Reise besuchte er die Hansestädte.
Er wurde 1674 Sechser der Zunft zum Schlüssel (Mitglied des Grossen Rats) sowie 1676 Ratsherr. Ab 1678 nahm er an 122 Tagsatzungen als Gesandter teil. 1679 erfolgte seine Ernennung zum Syndikator in den Ennetbirgischen Vogteien, um die Vögte zu überwachen und zu kontrollieren und 1681 wurde er zum Vorsteher des Kirchen- und Schulwesen gewählt.
Von 1684 bis 1722 war er Dreizehner (beratende Versammlung, die sich aus neun Mitgliedern, die der Kleine Rat wählte und den vier Regierenden der Stadt zusammensetzt); in dieser Zeit war er von 1690 bis 1704 Oberstzunftmeister.
In den politischen Unruhen, dem 1691er-Wesen, wurde er mit 18 anderen Ratsherren und mehrere Grossräten am 24. März 1691 aus dem Rat ausgeschlossen, weil der starke Einfluss der Familien Burckhardt, Socin und Faesch für die Mitglieder der Zünfte und des Grossen Rates zunehmend zum Ärgernis wurde. Ende Juli 1691 kam es zu Plünderungen und Einkerkerungen in Basel, so dass er mit anderen die Stadt verlassen und nach Riehen fliehen musste. Auf Intervention eidgenössischer Gesandter konnte ein Waffenstillstand geschlossen werden und er wurde am 4. November 1691 wieder in das Amt eingesetzt und war dann von 1705 bis 1722 Bürgermeister von Basel.
Er trat 1712 auch als erfolgreicher Vermittler während des Toggenburgerkrieges im Aarauer Frieden auf; nach dem Friedensschluss erhielt er Dankes-Zuschriften von dem Berner Schultheissen Johann Friedrich Willading und Johann Anton von Graffenried (1658–1731), Berner Grossrat, die ihn auch später noch in wichtigen Angelegenheiten konsultierten.
Johann Balthasar Burckhardt war seit 1674 verheiratet mit Salome (1654–1721), Tochter von Johann Gottfried, Apotheker. Gemeinsam hatten sie vier Söhne und eine Tochter:
- Johann Balthasar Burckhardt (1676–1740), Kaufmann, verheiratet mit Susanna Raillard (1679–1710);
- Johannes Burckhardt (1678–1701), fiel während des Flandernfeldzuges;
- Hieronymus Burckhardt (* 30. Mai 1680 in Basel; † 7. Mai 1737 ebenda), Antistes Professor der Theologie und Rektor der Universität, verheiratet mit Katharina Ryhiner (1683–1727);
- Salome Burckhardt (1683–1740), verheiratet mit Johann Rudolf Huber (1666–1739), Hauptmann
- Christoph Burckhardt (1690–1757), Gerichtsschreiber und Grossrat, verheiratet mit Anna Bauhin (1693–1769).

Einer seiner Urenkel war der spätere Bürgermeister von Basel Peter Burckhardt.

## Schriften (Auswahl)
- Hieronymus Bauhin; Johann Balthasar Burckhardt: Theses logicae de syllogismo. Basileae: Typis Georgii Deckeri Universit. Typogr, 1659.
- Lucas Gernler; Hans Balthasar Burckhardt; Johann Heinrich Meyer: Christliche Leichpredigt: Von dem Tod und Aufferstehung Christi / und seiner Gliederen. Auß Psalm 16. vers. 10. Gehalten Sonntags den 22. Aprellens im Jahr 1666. in der Pfarrkirchen bey St. Theodor Bey ansehnlicher Bestattung / deß Hanß Balthasar Burckhards / deß Rahts in minderen Basel. Basel Basel Meyer Wolfenbüttel Herzog August Bibliothek 1666.